# Dendrochernes cyrneus minor
Dendrochernes cyrneus minor es una subespecie de arácnido  del orden Pseudoscorpionida de la familia Chernetidae.

## Distribución geográfica
Se encuentra en Rumania.